# پروانه همگانی لوسنت
پروانه همگانی لوسنت (به انگلیسی: Lucent Public License) یک پروانه نرم‌افزار آزاد است که توسط لوسنت تکنولوژی ایجاد شده است. این پروانه در دو نسخه مختلف عرض شده است. نسخه ۱/۰ و نسخه ۱/۰۲.
هر چند که این پروانه یکی از پروانه‌های اصلی نرم‌افزارهای آزاد و بازمتن نیست، اما محصولاتی هستند که تحت پروانه عرضه می‌شوند که از مهمترین آنها می‌توان به سیستم‌عامل توزیع شده پلان ۹ اشاره کرد. موسسه پیشگامان متن‌باز این پروانه را تایید کرده است. بنیاد نرم‌افزارهای آزاد این پروانه را یک پروانه نرم‌افزار آزاد که با جی‌پی‌ال ناسازگار است به حساب آورده است:
«این پروانه یک پروانه نرم‌افزار آزاد است، اما به خاطر پسند کردن بند قانونی، با گنو جی‌پی‌ال ناسازگار است. پیشنهاد ما این است که برای نرم‌افزارهای جدید از این پروانه استفاده نکنید، اما استفاده از این پروانه برای توسعه پلان ۹ بلامانع است.»
آن «بند قانونی» که در نقل و قول بالا از آن سخن بمیان رفته و مانع از سازگاری این پروانه با جی‌پی‌ال شده «این توافق‌نامه تحت قوانین ایالت نیویورک و قوانین مالکیت فکری ایالات متحده آمریکا اداره می‌شود» است.